# Îlets du Robert
Les Îlets du Robert sont un petit archipel composé d'îlets inhabités de Martinique appartenant administrativement à Le Robert. 

## Géographie
Ils constituent un site protégé et se composent de dix îlets s’étalant sur une superficie totale de 91 hectares. 

## Histoire
Les îlets Boisseau, Chancel, La Grotte (Ragot), Loup Garou, Madame, Petite Martinique, Petit Piton et Petit Vincent sont protégés par un arrêté de protection de biotope depuis 2002. Ils sont inscrits par l’arrêté ministériel du 28 juillet 2007.
Seuls les îlets à Eau et aux Rats ne sont pas protégés.